# John Davis (governador de Massachusetts)
John Davis (13 de Janeiro de 1787 – 19 de Abril de 1854) foi um advogado, empresário e político americano de Massachusetts. Esteve 25 anos no serviço público, exercendo em ambas as câmaras do Congresso dos Estados Unidos e por três anos não consecutivos como Governador de Massachusetts. Por causa de sua reputação de integridade pessoal, era conhecido como John "Honesto" Davis.
Nascido em Northborough, Massachusetts, Davis frequentou a Yale College antes de estudar direito em Worcester, Massachusetts, onde criou uma carreira de sucesso. Esteve 10 anos (1824-1834) na Câmara dos Representantes dos Estados Unidos como Nacional Republicano (mais tarde Whig), onde apoiou a legislação tarifária protecionista. Venceu a eleição como Governador de Massachusetts em um embate de tripartido em 1833, que foi decidida pela legislatura do estado. Depois de dois mandatos, foi eleito para o Senado dos Estados Unidos, onde cumpriu a maior parte de um mandato, renunciando no início de 1841 após ser novamente eleito governador.
Seu segundo mandato como governador foi indistinto, mas separou-se do colega do Partido Whig Daniel Webster por várias questões e perdeu a eleição de 1843 para o Democrata Marcus Morton. Foi reeleito para o Senado em 1845, onde exerceu até 1851. Opôs-se à Guerra Mexicano-Americana e trabalhou para impedir a expansão da escravidão aos territórios, embora não adotasse uma posição firme sobre o assunto, votou na maioria das regulamentações do Compromisso de 1850. Aposentou-se do serviço público em 1853 e morreu no ano seguinte.

## Primeiros anos
John Davis nasceu em Northborough, Massachusetts, filho de Deacon Isaac Davis e Anna (Brigham) Davis. Frequentou escolas locais e depois na Leicester Academy antes de frequentar a Yale College. Formou-se em 1812 e depois estudou direito com o advogado de Worcester Francis Blake, sendo aceito na Ordem três anos depois.
Foi eleito membro da American Antiquarian Society em 1821.

## Advogado e Congressista
Davis praticou direito pela primeira vez em Spencer, Massachusetts, mas logo retornou a Worcester, onde acabou assumindo a advocacia de Blake. Esteve brevemente em parceria com Levi Lincoln, Jr. antes do mesmo ser nomeado para o Supremo Tribunal Judicial de Massachusetts em 1824. Davis também entrou na política em 1824, vencendo a eleição para o Congresso dos Estados Unidos. Representou Massachusetts de 1825 até 1833 na Câmara dos Representantes nos 19º, 20º, 21º, 22º e 23º Congressos. Apoiou John Quincy Adams em sua bem-sucedida candidatura à presidência e privilegiou políticas fiscais conservadoras. De acordo com a reputação cada vez mais industrial do estado (e de Worcester), privilegiou a legislação tarifária protecionista; seus discursos em apoio à Tarifa de 1828 foram amplamente reproduzidas. Opôs-se às políticas do Presidente Andrew Jackson e estava politicamente alinhado com Henry Clay, embora fosse contra a tarifa de compromisso proposta por Clay em 1833.

## Governador e Senador
Em 1833, Davis foi encorajado pelos líderes do Partido Nacional Republicano a candidatar-se como Governador de Massachusetts, contra o ex-presidente John Quincy Adams, que estava concorrendo com a chapa Anti-Maçônica e o Democrata Marcus Morton. Seu apoio político veio de interesses têxteis e de um grupo dos Nacionais Republicanos (mais tarde Whigs) liderados por Abbott Lawrence, bem como pelo Governador no cargo Levi Lincoln, Jr. Na eleição, Davis ganhou uma maioria de votos, mas não a maioria necessária. Como resultado, a legislatura do estado decidiu a eleição, escolhendo Davis quando Adams abandonou, preferindo-o do que a Morton. A câmara controlada pelos Whig não fez nada para recompensar os Anti-Maçons pela ação de Adams, rompendo qualquer chance de as duas partes formarem um relacionamento de trabalho. Davis foi reeleito em 1834, auxiliado por uma aversão geral em Massachusetts pelos ataques do presidente Jackson ao Segundo Banco dos Estados Unidos. Durante esses dois mandatos, Davis não tomou nenhuma iniciativa particular, dando continuidade as políticas fiscais e econômicas favoráveis às empresas de Lincoln. O estado continuou a crescer economicamente, expandindo sua infraestrutura de transporte e indústria.
O Senador Nathaniel Silsbee, cujo mandato terminou em 1835, decidiu não concorrer à reeleição. Davis foi abordado pelo líder do Partido Whig, Daniel Webster, sobre concorrer à vaga em Dezembro de 1834, como parte de uma tentativa de opor-se a Adams, que anunciara seu interesse pela vaga. A ideia era que Davis, um forte candidato, seria colocado contra Adams (um rival de longa data de Webster que estava novamente concorrendo como Anti-Maçom) na votação, que seria feita pela legislatura do estado, enquanto Edward Everett teria a oportunidade de concorrer a governador quando Davis desocupara o cargo. A Câmara e o Senado do estado impediram as duas opções, até que um discurso de Adams no Congresso, argumentando a favor da política externa de Jackson, tenha alarmado senadores o suficiente para mudar seus votos a favor de Davis. O impasse não foi resolvido até Fevereiro de 1835; Davis, que havia sido reeleito governador, renunciou ao cargo para assumir o lugar no Senado. Everett ganhou o cargo de governador na próxima eleição. (O filho de Adams, Charles Francis, acreditava que Webster e Everett conspiraram para atingir esse objetivo, mas não há evidência de apoio favorável a ideia). Webster, em troca de seu apoio em nome de Davis, esperava que o grupo de Davis no Partido Whig apoiasse-o em uma futura candidatura à presidência.

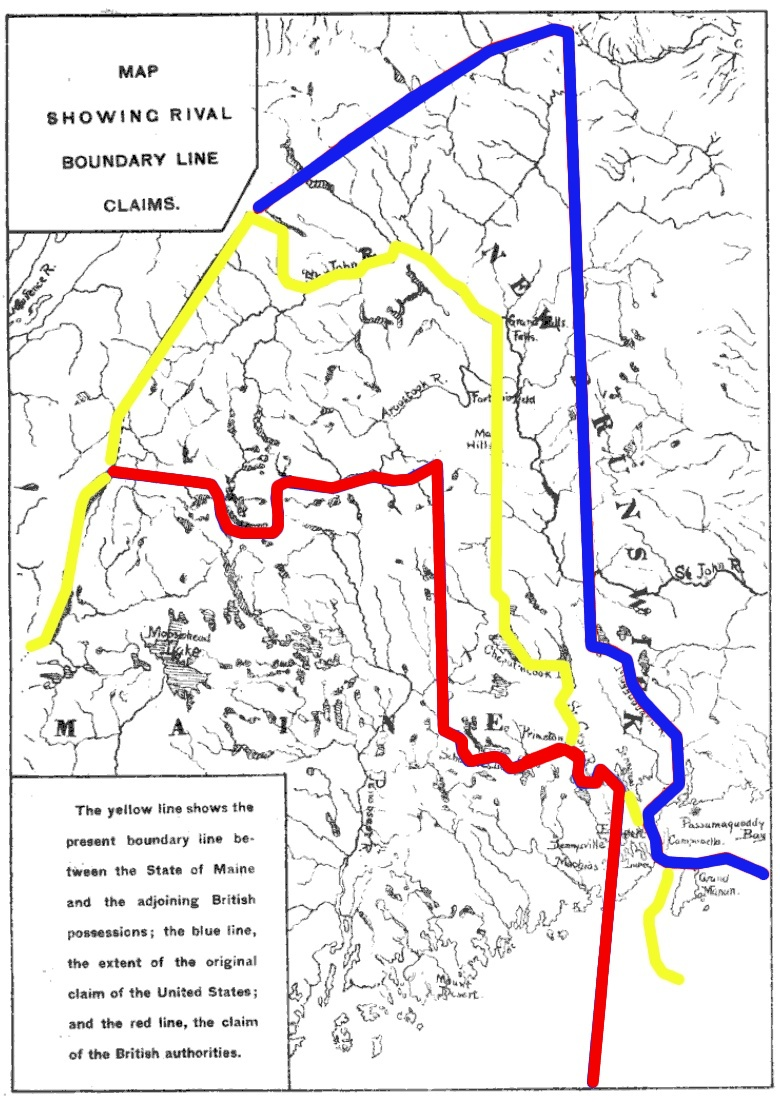
Mapa mostrando a disputa de fronteira do nordeste; a reivindicação britânica é marcada em vermelho, a americana em azul e a linha final negociada em amarelo

O mandato de Davis no Senado foi corriqueiro, exceto pela notavelmente posição firme que assumiu na questão da fronteira nordeste do país. Essa disputa com o Reino Unido envolveu à fronteira entre o Maine e a província britânica (agora canadense) de New Brunswick, e só havia sido parcialmente resolvida após o Tratado de Jay de 1794. Na década de 1830, ambos os lados pressionaram o desenvolvimento para a área disputada, levando a pequenos conflitos (e em 1839 a possibilidade de guerra). Massachusetts, do qual Maine fazia parte antes de 1820, mantinha interesse em algumas das terras disputadas; Davis adotou uma posição firme sobre o assunto, insistindo que os Estados Unidos não deveriam ceder nenhum território que reivindicaram.
Em 1836, Davis participou de um comitê especial formado para considerar respostas legislativas a uma enxurrada de materiais abolicionistas supostamente conflituosos sendo enviados aos estados escravistas do sul por organizações anti-escravidão do norte. Davis, o único nortista do comitê, opôs-se a qualquer tipo de legislação, e o comitê não conseguiu chegar a um consenso. Quando John C. Calhoun apresentou uma legislação criminalizando o envio de tais materiais, Davis manifestou-se contra, apontando que ele efetivamente atuaria como uma mordaça inconstitucional sobre as pessoas que procuravam manifestar-se contra a escravidão. O projeto foi discutido por ações administrativas nos Serviços Postais dos Estados Unidos.
Enquanto exercia no Senado, Davis compareceu perante a Suprema Corte dos Estados Unidos em 1837, representando os réus no caso Charles River Bridge v. Warren Bridge. Os queixosos eram proprietários da Charles River Bridge, uma ponte de pedágio construída entre Boston e Charlestown em 1786, e os réus eram proprietários de uma ponte concorrente para a qual o estado havia emitido um alvará em 1828. Os queixosos argumentavam que o alvará do réu violava seu alvará, na qual alegavam que o Estado concedeu-lhes um direito exclusivo de controlar a travessia. Davis e o advogado Simon Greenleaf argumentaram que os direitos concedidos aos proprietários de Charles River tinham que ser interpretados de maneira restrita e que o estado não havia lhes concedido um direito exclusivo. O tribunal decidiu pelos réus, com a decisão do Juiz Roger B. Taney reiterando o raciocínio do réu. O alvará da Charles River Bridge seria adquirida pelo estado em 1841, durante o próximo mandato de Davis como governador.
Durante os primeiros anos de sua carreira política, Davis esteve em boas relações com Daniel Webster, que foi altamente influente na política partidária, tanto no nível estadual quanto nacional, e para quem admirava-o. No entanto, no final da década de 1830, Davis e outros Whigs de Massachusetts (principalmente Abbott Lawrence) passaram a acreditar que Webster não possuía amplo apoio nacional para enfrentar com sucesso Henry Clay e William Henry Harrison após sua fraca exibição na convenção Whig de 1836. Isso introduziu uma desavença entre Webster e Davis que aprofundou-se em 1838, quando os dois separaram-se das políticas fundiárias ocidentais. A desavença entre Davis e Webster tornou-se permanente depois que Webster criticou duramente Lawrence em um discurso de 1842, celebrando sua bem-sucedida negociação do Tratado Webster-Ashburton com a Grã-Bretanha, que resolveu (entre outros assuntos) a fronteira nordeste.

## Governador e Senador, novamente

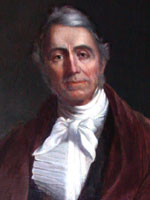
Marcus Morton, o oponente de Davis em suas eleições para governador

Pouco depois de Marcus Morton vencer a eleição para governador de 1839, a liderança de Whig prevaleceu em Davis para concorrer novamente ao cargo de governador. Nas eleições de 1840, Davis surfou na popularidade da vitória presidencial de Harrison. A morte de Harrison, em Abril de 1841, revigorou os Democratas, que atacaram Davis nas eleições daquele ano. Alegaram que as tarifas protecionistas que ele apoiava taxavam os pobres e que sua oposição às políticas fundiárias ocidentais era hipócrita porque também especulava nessas terras. Davis conquistou uma pequena maioria sobre Morton e foi reeleito em 1841. Durante o período no cargo, como seu primeiro mandato como governador, também não continha novos programas ou iniciativas, mas foi ofuscado pelas negociações em andamento entre Daniel Webster (agora Secretário de Estado) e Lorde Ashburton sobre a questão da fronteira. Davis e Webster tiveram divergências controversas sobre as negociações, embora Webster finalmente tenha conseguido convencer Davis a aceitar o acordo final. O assunto aprofundou a desavença entre os dois, que pararam de falar um com o outro.
Em 1842, o Partido da Liberdade,anti-escravista, alcançou proeminência suficiente no estado, que nem Morton nem Davis conseguiram garantir a maioria. O senado do estado, que tinha maioria Democrata, elegeu Morton. A exibição de Davis na eleição foi certamente prejudicada por sua contínua disputa com Webster, que recusou-se a fazer campanha a seu favor.

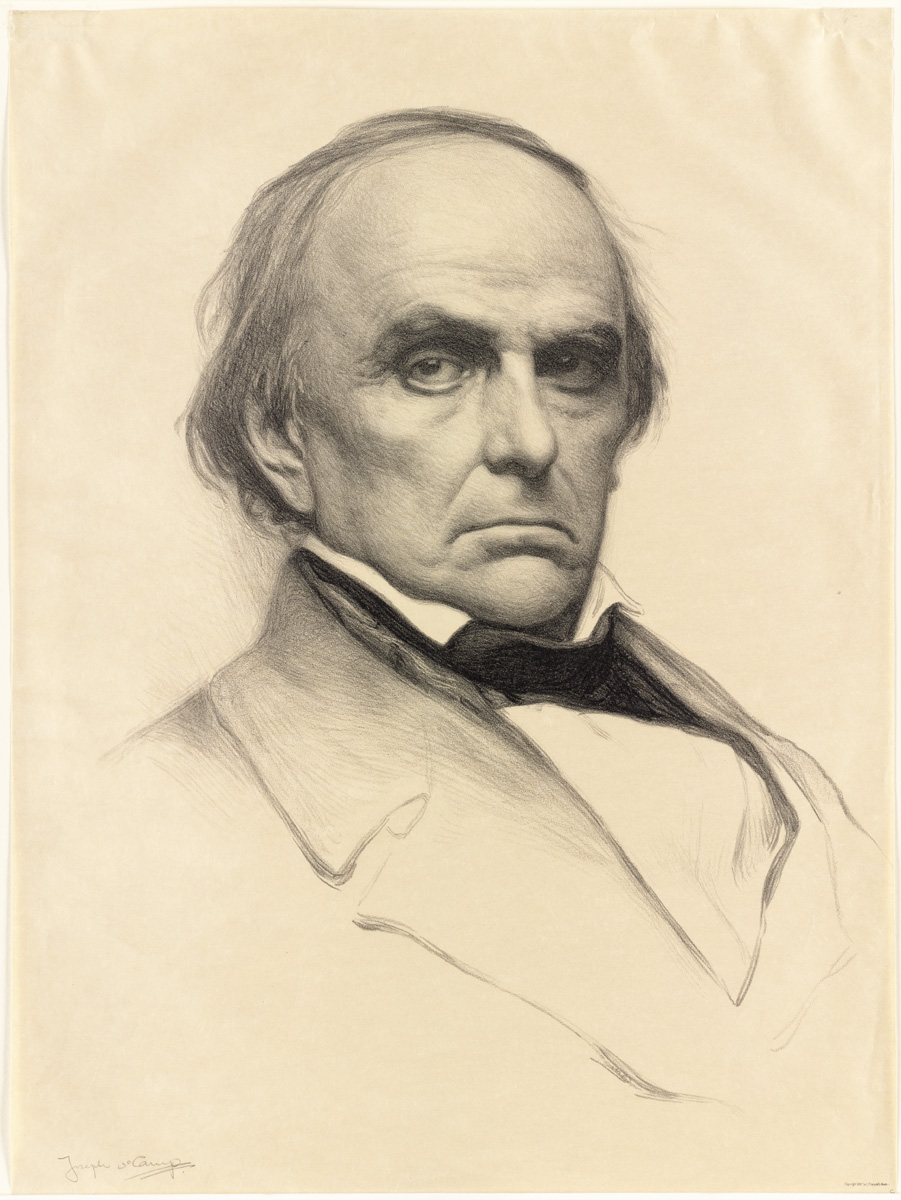
Daniel Webster (gravura do retrato em 1897), com quem Davis tivera problemas

Davis foi considerado um candidato potencial à vice-presidência na convenção do Partido Whig em 1844. Foi indicado pela convenção estadual Whig sobre ser a oposição de Webster, mas Webster trabalhou para garantir que não fosse escolhido na convenção nacional. Os esforços de Webster fizeram com que Webster fosse eleito para o Senado no início de 1845, apesar da oposição do grupo Lawrence-Davis. Davis foi eleito para o Senado novamente mais tarde em 1845 para ocupar a vaga causada pela morte de Isaac C. Bates e foi eleito para um mandato completo em 1847. Opôs-se à anexação do Texas com o argumento de que expandiria o território da posse de escravos, mas não estava disposto a dividir o partido sobre a questão da escravidão. Davis foi um dos únicos dois senadores que votaram contra a Guerra Mexicano-Americana.
Davis opôs-se à escravidão e sua expansão nos territórios, mas votou na maioria das regulamentações do Compromisso de 1850, incluindo o projeto de lei nas fronteiras do Texas, surpreendendo alguns Whigs anti-compromissos. Frequentemente votava a favor da Wilmot Proviso, uma medida para proibir a escravidão de territórios ganhos na guerra do México, que era frequentemente associada à legislação no final da década de 1840, mas nunca foi aprovada. Em um debate importante, Davis usou medidas processuais para adiar a votação de uma emenda para removê-la de um projeto de lei militar, na esperança de forçar uma votação sem tempo para discutir as diferenças entre as versões da Câmara e do Senado antes do encerramento do Congresso. No entanto, devido a uma diferença nos relógios das respectivas câmaras, a Câmara foi encerrada antes que terminasse de falar, adiando o projeto de lei. Salmon P. Chase escreveu sobre o episódio: "Dez vidas políticas de dez John Davises, aplicadas na melhor administração, não puderam compensar as travessuras dessa meia hora", e Polk observou que, se a perda do projeto atrasasse o final da guerra do México, Davis "mereceria as maldições do país". O academicismo está dividido sobre se a estratégia reivindicada por Davis teria realmente funcionado.

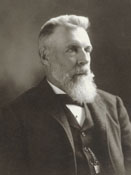
Horace, filho de Davis, final da vida

A fraca postura de Davis sobre a escravidão começou a causar uma diminuição em sua popularidade, à medida que o sentimento abolicionista no estado ganhou espaço durante a década de 1840. Também recusou-se a apoiar Webster em sua candidatura presidencial de 1852, fazendo campanha a favor de Winfield Scott. Recusou a reeleição para a eleição em 1852 e aposentou-se da vida pública.

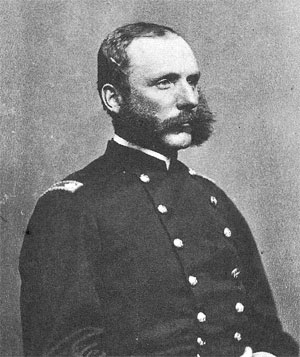
Hasbrouck Davis, filho de Davis

Nos seus últimos anos, Davis associou-se na American Antiquarian Society, onde exerceu como presidente por muitos anos. Morreu em Worcester no dia 19 de Abril de 1854 e foi sepultado Rural Cemetery de Worcester. Era conhecido como "John Honesto" Davis, por causa de uma reputação impecável de integridade pessoal.

## Vida pessoal e negócios
Em 1844, Davis e seu sobrinho Isaac estavam entre os fundadores da State Mutual Life Assurance Company de Worcester, uma das únicas cinco seguradoras do país. Davis exerceu como presidente até sua morte, depois disso seu sobrinho assumiu.
Davis casou-se com Eliza Bancroft em 1822. Era filha do religioso de Worcester Aaron Bancroft e irmã do historiador e estadista George Bancroft. Tiveram cinco filhos, incluindo o diplomata John Chandler Bancroft Davis, o general Hasbrouck Davis e o Congressista Horace Davis; seus descendentes incluem o Deputado Gherardi Davis (1858–1941) e Henry Cabot Lodge, Jr. John Davis Long neto de um primo e nomeado em sua homenagem, também exerceu como Governador de Massachusetts.